# 厄馬廷根

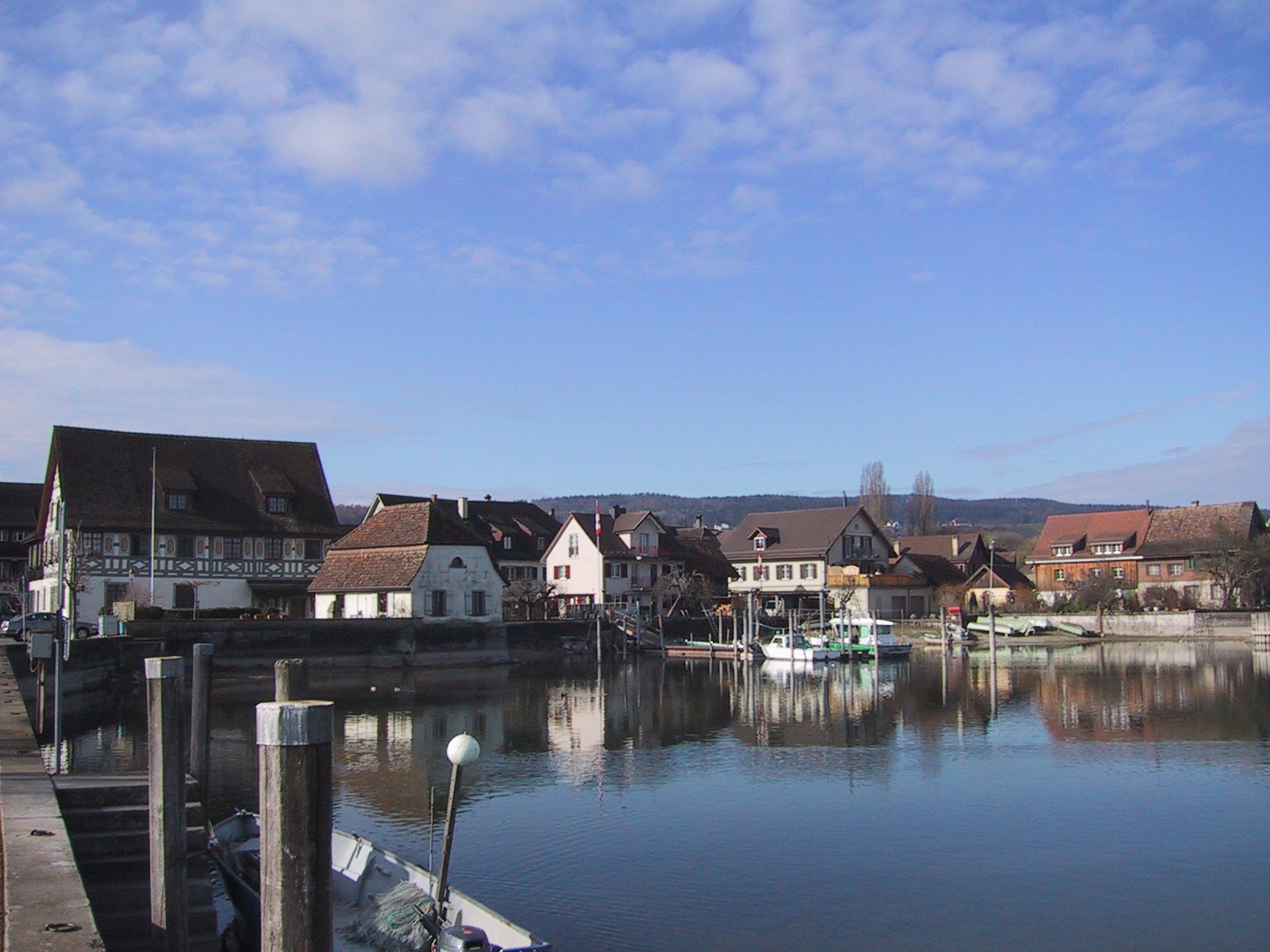

厄馬廷根是瑞士的城鎮，位於該國東北部，由圖爾高州負責管轄，面積10.44平方公里，海拔高度400米，2012年人口3,021，五成半人口信奉基督教，人口密度每平方公里289人。